# Distrito electoral de Highland (condado de Gosper, Nebraska)
Highland (en inglés: Highland Precinct) es un distrito electoral ubicado en el condado de Gosper en el estado estadounidense de Nebraska. En el Censo de 2010 tenía una población de 24 habitantes y una densidad poblacional de 0,26 personas por km².

## Geografía
Highland se encuentra ubicado en las coordenadas 40°23′40″N 99°41′58″O / 40.39444, -99.69944. Según la Oficina del Censo de los Estados Unidos, Highland tiene una superficie total de 91.19 km², de la cual 91.19 km² corresponden a tierra firme y (0%) 0 km² es agua.

## Demografía
Según el censo de 2010, había 24 personas residiendo en Highland. La densidad de población era de 0,26 hab./km². De los 24 habitantes, Highland estaba compuesto por el 100% blancos, el 0% eran afroamericanos, el 0% eran amerindios, el 0% eran asiáticos, el 0% eran isleños del Pacífico, el 0% eran de otras razas y el 0% pertenecían a dos o más razas. Del total de la población el 0% eran hispanos o latinos de cualquier raza.